# Ouratea simulans
Ouratea simulans är en tvåhjärtbladig växtart som beskrevs av Spencer Le Marchant Moore. Ouratea simulans ingår i släktet Ouratea och familjen Ochnaceae. Inga underarter finns listade i Catalogue of Life.